# Challenger de Numea 2013
El torneo Internationaux de Nouvelle-Calédonie 2013 es un torneo profesional de tenis. Pertenece al ATP Challenger Series 2013. Se disputará su 10.ª edición sobre superficie dura, en Numea, Nueva Caledonia, Francia entre el 31 de diciembre y el 6 de enero de 2013.

## Jugadores participantes del cuadro de individuales

### Cabezas de serie
| País               | Jugador                     | Rank1 | Favorito |
| Bandera de Bélgica | Steve Darcis                | 93    | 1        |
| Bandera de Francia | Florent Serra               | 118   | 2        |
| Bandera de Francia | Marc Gicquel                | 152   | 3        |
| Bandera de Francia | Jonathan Dasnières de Veigy | 154   | 4        |
| Bandera de Canadá  | Peter Polansky              | 180   | 5        |
| Bandera de España  | Adrián Menéndez             | 187   | 6        |
| Bandera de Francia | Adrian Mannarino            | 191   | 7        |
| Bandera de Israel  | Amir Weintraub              | 195   | 8        |
| ------------------ | --------------------------- | ----- | -------- |

- 1 Se ha tomado en cuenta el ranking del 24 de diciembre de 2012.

## Jugadores participantes en el cuadro de dobles

### Cabezas de serie
| País                       | Jugador         | País                     | Jugador         | Rank1 | Favorito |
| Bandera de República Checa | Lukáš Dlouhý    | Bandera de Australia     | Jordan Kerr     | 205   | 1        |
| Bandera de España          | Adrián Menéndez | Bandera de Ucrania       | Denys Molchanov | 248   | 2        |
| Bandera de Australia       | Dane Propoggia  | Bandera de Israel        | Amir Weintraub  | 458   | 3        |
| Bandera de Nueva Zelanda   | Artem Sitak     | Bandera de Nueva Zelanda | Jose Statham    | 568   | 4        |
| -------------------------- | --------------- | ------------------------ | --------------- | ----- | -------- |

- 1 Se ha tomado en cuenta el ranking del 24 de diciembre de 2012.

## Campeones

### Individual Masculino
- Adrian Mannarino  derrotó en la final a  Andrej Martin por 6-4 6-3

### Dobles Masculino
- Samuel Groth /  Toshihide Matsui derrotaron en la final a  Artem Sitak
  Jose Rubin Statham por 7-6(6), 1-6, [10-4]